# T1000
T1000 (også kaldet østvogne) var en type metrovogne, der blev benyttet på T-banen i Oslo.
Vognene 1001-1105 (T1-2, T1-1 og T2) blev anskaffet ved etableringen af de østlige T-baner fra 1984 til 1967. 1106-1135 (T3) blev anskaffet fra 1969 til 1972, og 1136-1162 (T4) blev anskaffet fra 1975 til 1977. Vognene var kun udstyret med strømaftager til strømskinne, og kunne derfor ikke bruges på de vestlige T-baner, der benyttede køreledning.
T1000-vognene kørte for sidste gang 19. juni 2009, efter at afløseren MX3000 efterhånden var blevet indsat i drift fra september 2006. T1000-vognene blev efterfølgende udrangeret og de fleste ophugget med undtagelse af otte vogne, der blev udtaget til bevaring. De seks af dem skal bevares som et køreklart tog, mens den syvende, 1089, er udstillet på Sporveismuseet Vognhall 5. Den ottende, 1155, skal bevares som ombygget til T1300-vogn, nr. 1335.

## Modeller
| Serie | Nummer    | Byggeår   | Leverandør                              | Maks. hastighed | Vægt      | Sidde- og ståpladser | Noter |
| ----- | --------- | --------- | --------------------------------------- | --------------- | --------- | -------------------- | --- |
| T1-2  | 1001-1030 | 1964-1965 | Strømmens Værksted, AEG/EGA, NEBB, Høka | 70 km/t         | 29,74 ton | 60/117               | Havde førerrum i begge ender. 1006, 1008, 1013 og 1027 blev ombygget til T1-1 ved at et førerrum blev fjernet. 1002 og 1018 bevaret. |
| T1-1  | 1031-1090 | 1965-1967 | Strømmens Værksted, AEG/EGA, NEBB, Høka | 70 km/t         | 29,74 ton | 63/117               | 1076 og 1089 bevaret. |
| T2    | 1091-1105 | 1967      | Strømmens Værksted, AEG/EGA, NEBB, Høka | 70 km/t         | 29,74 ton | 63/117               | 1092 bevaret. |
| T3    | 1106-1135 | 1969-1972 | Strømmens Værksted, AEG/EGA, NEBB       | 70 km/t         | 29,74 ton | 63/117               | 1135 blev delvis ombygget til T4. 1129 bevaret.                                                                                      |
| T4    | 1136-1162 | 1975-1976 | Strømmens Værksted, AEG/EGA, NEBB       | 70 km/t         | 29,74 ton | 60/117               | 1150-1159 blev ombygget til T7. 1147-1149 og 1160-1162 blev ombygget til T8. 1141 bevaret, 1155 bevaret som 1335.                    |